# Composite

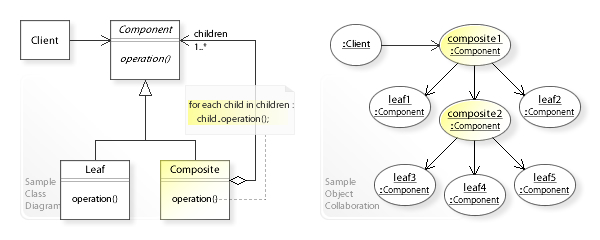
UML diagram návrhového vzoru Composite

Návrhový vzor Composite představuje řešení, jak uspořádat jednoduché objekty a z nich složené (kompozitní) objekty. Snahou vzoru je, aby k oběma typům objektů (jednoduchým a složeným) bylo možné přistoupit jednotným způsobem.

## Implementace composite v jazyceJava
V ukázce je stádo ve kterém jsou objekty psů a krav. Oba umí vytvořit nějaký zvuk. Pomocí tohoto návrhového vzoru můžeme udělat velké stádo které obsahuje více malých stád a nechat udělat daný zvuk všech zvířat které jsou ve velkém stádu.
```
import
 
java.util.ArrayList
;

import
 
java.util.Iterator
;

public
 
class
 
Main
 
{

    
public
 
static
 
void
 
main
(
String
[]
 
args
)
 
{

        
Dog
 
dog1
 
=
 
new
 
Dog
();

        
Cow
 
cow1
 
=
 
new
 
Cow
();

        
AnimalGang
 
dogGang
 
=
 
new
 
AnimalGang
();
 
//vytvoření stáda psů

        
dogGang
.
add
(
dog1
);

        
dogGang
.
add
(
dog1
);

        
dogGang
.
add
(
dog1
);

        
AnimalGang
 
cowGang
 
=
 
new
 
AnimalGang
();
 
//vytvoření stáda krav

        
cowGang
.
add
(
cow1
);

        
cowGang
.
add
(
cow1
);

        
AnimalGang
 
allAnimalsGang
 
=
 
new
 
AnimalGang
();
 
//vytvoření stáda všech zvířat

        
allAnimalsGang
.
add
(
dogGang
);
 
//přidání stáda psů do celkového stáda zvířat

        
allAnimalsGang
.
add
(
cowGang
);
 
//přidání stáda krav do celkového stáda zvířat

        
allAnimalsGang
.
makeSound
();
 
//celkové stádo zvířat udělá nějaký zvuk

    
}

}

/**

Společný interface pro zvířata, která umí udělat nějaký zvuk

 */

interface
 
Animal
 
{

    
public
 
void
 
makeSound
();
 
//abstraktní metoda makeSound() představuje že zvíře dokáže udělat nějaký zvuk např. pes štěká, kráva bučí, kočka mňouká atd..

}

class
 
Dog
 
implements
 
Animal
{

    
/**

    konkrétní implementace abstraktní metody makeSound() u psa

    */

    
public
 
void
 
makeSound
()
 
{
 

        
System
.
out
.
println
(
"HAF HAF !!"
);

    
}

}

class
 
Cow
 
implements
 
Animal
{

    
/**

    konkrétní implementace abstraktní metody makeSound() u krávy

    */

    
public
 
void
 
makeSound
()
 
{

        
System
.
out
.
println
(
"Búúúúúúú !!"
);

    
}

}

/**

Třída pro komponování objektů typu Animal

*/

class
 
AnimalGang
 
implements
 
Animal
 
{

    
// ArrayList pro uchování zvířat ve stádu

    
private
 
ArrayList
<
Animal
>
 
childAnimals
 
=
 
new
 
ArrayList
<
Animal
>
();

    
public
 
void
 
makeSound
()
 
{

        
Iterator
<
Animal
>
 
it
 
=
 
childAnimals
.
iterator
();

        
while
(
it
.
hasNext
()){

            
Animal
 
animal
 
=
 
it
.
next
();

            
animal
.
makeSound
();

        
}

    
}

    
public
 
void
 
add
(
Animal
 
_animal
){

        
this
.
childAnimals
.
add
(
_animal
);

    
}

    
public
 
void
 
remove
(
Animal
 
_animal
){

        
this
.
childAnimals
.
remove
(
_animal
);

    
}

}

```